# Equipo de Copa Davis de Namibia
El Equipo de Copa Davis de Namibia es el representativo de Namibia en la máxima competición internacional a nivel de naciones del tenis y está regido por la Asociación de Tenis de Namibia.

## Plantel actual (2019 – 2020)
- Jean Erasmus
- Codie Schalk Van Schalkwyk
- Riaan De Wit
- Connor Henry Van Schalkwyk

## Resultados
| Edición | Zona                                   | Rival                | Sede                  | Resultado |
| ------- | -------------------------------------- | -------------------- | --------------------- | --------- |
| 2000    | Europa/África – Grupo IV África Zona A | San Marino           | Kampala               | 2 – 1     |
| 2000    | Europa/África – Grupo IV África Zona A | Etiopía              | Kampala               | 3 – 0     |
| 2000    | Europa/África – Grupo IV África Zona A | Zambia               | Kampala               | 2 – 1     |
| 2001    | Europa/África – Grupo III Zona B       | Bulgaria             | Beau Bassin-Rose Hill | 0 – 3     |
| 2001    | Europa/África – Grupo III Zona B       | Macedonia            | Beau Bassin-Rose Hill | 0 – 3     |
| 2001    | Europa/África – Grupo III Zona B       | Togo                 | Beau Bassin-Rose Hill | 2 – 1     |
| 2001    | Europa/África – Grupo III Zona B       | Mauricio             | Beau Bassin-Rose Hill | 0 – 3     |
| 2002    | Europa/África – Grupo III              | Sin datos            | Sin datos             | Sin datos |
| 2003    | Europa/África – Grupo III Zona A       | Madagascar           | Argel                 | 0 – 3     |
| 2003    | Europa/África – Grupo III Zona A       | Estonia              | Argel                 | 0 – 3     |
| 2003    | Europa/África – Grupo III Zona A       | Hungría              | Argel                 | 0 – 3     |
| 2003    | Europa/África – Grupo III Zona A       | Angola               | Argel                 | 2 – 1     |
| 2003    | Europa/África – Grupo III Zona A       | Armenia              | Argel                 | 3 – 0     |
| 2004    | Europa/África – Grupo III Zona B       | Ghana                | Windhoek              | 1 – 2     |
| 2004    | Europa/África – Grupo III Zona B       | Madagascar           | Windhoek              | 3 – 0     |
| 2004    | Europa/África – Grupo III Zona B       | Costa de Marfil      | Windhoek              | 0 – 3     |
| 2004    | Europa/África – Grupo III Zona B       | Turquía              | Windhoek              | 0 – 3     |
| 2005    | Europa/África – Grupo III Zona A       | Macedonia            | El Cairo              | 0 – 3     |
| 2005    | Europa/África – Grupo III Zona A       | Dinamarca            | El Cairo              | 0 – 3     |
| 2005    | Europa/África – Grupo III Zona A       | Kenia                | El Cairo              | 2 – 1     |
| 2005    | Europa/África – Grupo III Zona A       | Lituania             | El Cairo              | 1 – 2     |
| 2005    | Europa/África – Grupo III Zona A       | Madagascar           | El Cairo              | 2 – 1     |
| 2006    | Europa/África – Grupo III Zona B       | Dinamarca            | Gaborone              | 0 – 3     |
| 2006    | Europa/África – Grupo III Zona B       | Túnez                | Gaborone              | 2 – 1     |
| 2006    | Europa/África – Grupo III Zona B       | Ruanda               | Gaborone              | 3 – 0     |
| 2006    | Europa/África – Grupo III Zona B       | Nigeria              | Gaborone              | 1 – 2     |
| 2006    | Europa/África – Grupo III Zona B       | Ghana                | Gaborone              | 0 – 3     |
| 2007    | Europa/África – Grupo III Zona B       | Túnez                | Túnez                 | 0 – 3     |
| 2007    | Europa/África – Grupo III Zona B       | Madagascar           | Túnez                 | 0 – 3     |
| 2007    | Europa/África – Grupo III Zona B       | Zimbabue             | Túnez                 | 1 – 2     |
| 2007    | Europa/África – Grupo III Zona B       | Ghana                | Túnez                 | 0 – 3     |
| 2007    | Europa/África – Grupo III Zona B       | Mauricio             | Túnez                 | 1 – 2     |
| 2008    | Europa/África – Grupo IV               | Islandia             | Ereván                | 0 – 3     |
| 2008    | Europa/África – Grupo IV               | San Marino           | Ereván                | 2 – 1     |
| 2008    | Europa/África – Grupo IV               | Ruanda               | Ereván                | 3 – 0     |
| 2009    | Europa/África – Grupo III Zona B       | Bosnia y Herzegovina | Túnez                 | 0 – 3     |
| 2009    | Europa/África – Grupo III Zona B       | Noruega              | Túnez                 | 0 – 3     |
| 2009    | Europa/África – Grupo III Zona B       | Andorra              | Túnez                 | 1 – 2     |
| 2009    | Europa/África – Grupo III Zona B       | San Marino           | Túnez                 | 2 – 1     |
| 2009    | Europa/África – Grupo III Zona B       | Nigeria              | Túnez                 | 1 – 2     |
| 2012    | Europa/África – Grupo III África       | Ghana                | Túnez                 | 2 – 1     |
| 2012    | Europa/África – Grupo III África       | Túnez                | Túnez                 | 0 – 3     |
| 2012    | Europa/África – Grupo III África       | Zimbabue             | Túnez                 | 0 – 3     |
| 2012    | Europa/África – Grupo III África       | Kenia                | Túnez                 | 2 – 1     |
| 2013    | Europa/África – Grupo III África       | Sin datos            | Sin datos             | Sin datos |
| 2014    | Europa/África – Grupo III África       | Botsuana             | El Cairo              | 3 – 0     |
| 2014    | Europa/África – Grupo III África       | Benín                | El Cairo              | 2 – 1     |
| 2014    | Europa/África – Grupo III África       | Mozambique           | El Cairo              | 3 – 0     |
| 2014    | Europa/África – Grupo III África       | Argelia              | El Cairo              | 0 – 3     |
| 2014    | Europa/África – Grupo III África       | Zimbabue             | El Cairo              | 0 – 2     |
| 2015    | Europa/África – Grupo III África       | Ghana                | El Cairo              | 2 – 1     |
| 2015    | Europa/África – Grupo III África       | Túnez                | El Cairo              | 0 – 3     |
| 2015    | Europa/África – Grupo III África       | Argelia              | El Cairo              | 2 – 1     |
| 2015    | Europa/África – Grupo III África       | Egipto               | El Cairo              | 0 – 2     |
| 2016    | Europa/África – Grupo III África       | Nigeria              | Antananarivo          | 2 – 1     |
| 2016    | Europa/África – Grupo III África       | Marruecos            | Antananarivo          | 0 – 3     |
| 2016    | Europa/África – Grupo III África       | Camerún              | Antananarivo          | 3 – 0     |
| 2016    | Europa/África – Grupo III África       | Mozambique           | Antananarivo          | 3 – 0     |
| 2016    | Europa/África – Grupo III África       | Madagascar           | Antananarivo          | 0 – 2     |
| 2018    | Europa/África – Grupo III África       | Argelia              | Nairobi               | 3 – 0     |
| 2018    | Europa/África – Grupo III África       | Uganda               | Nairobi               | 2 – 1     |
| 2018    | Europa/África – Grupo III África       | Mozambique           | Nairobi               | 3 – 0     |
| 2018    | Europa/África – Grupo III África       | Kenia                | Nairobi               | 2 – 1     |
| 2018    | Europa/África – Grupo III África       | Nigeria              | Nairobi               | 2 – 1     |
| 2019    | Europa/África – Grupo III África       | Nigeria              | Nairobi               | 2 – 1     |
| 2019    | Europa/África – Grupo III África       | Mozambique           | Nairobi               | 1 – 2     |
| 2019    | Europa/África – Grupo III África       | Túnez                | Nairobi               | 0 – 3     |
| 2019    | Europa/África – Grupo III África       | Benín                | Nairobi               | 0 – 3     |
| 2020    | Grupo IV África                        | –                    | –                     | –         |